# ЖК «Кловский»
ЖК «Кловский» – жилой комплекс, высотой 168 м. в Киеве (Кловский спуск, 7. Построен в 2012 году. Самый высокий небоскрёб на Украине

## История
Небоскрёб планировали строить ещё в конце 2003 года и закончить в конце 2007 года. К 2006 году успели вырыть только котлован, позже залили фундамент.
13 марта 2008 года ООО «Жилстрой» получило разрешение от киевского архитектурно-строительного контроля на строительство офисно-жилого комплекса. Тогда же началось строительство первого этажа.
10 марта 2009 офисная часть достигла своей максимальной высоты. В ходе строительства постепенно менялся облик здания и даже количество жилых этажей высотной части выросло с 37 до 47.